# Râul Săcădat
Râul Săcădat este un curs de apă, afluent al Râului Sovata. 

## Hărți
- Harta județului Mureș